# UPT III Cot Bayu
UPT III Cot Bayu is een bestuurslaag in het regentschap Aceh Selatan van de provincie Atjeh, Indonesië. UPT III Cot Bayu telt 498 inwoners (volkstelling 2010).